# 彭拉默斯 (新澤西州)
彭拉默斯（英語：Paramus）是位於美國新澤西州伯根縣的自治市鎮。

## 人口
根據2020年美國人口普查的數據，彭拉默斯的面積為27.21平方千米，當中陸地面積為27.05平方千米，而水域面積為0.16平方千米。當地共有人口26698人，而人口密度為每平方千米981人。